# 村仲皆美
村仲 皆美（むらなか ともみ、1969年（昭和44年）7月25日 - ）は、福岡のローカルタレント。熊本県人吉市出身。KBC九州朝日放送テレビを中心に活動。

## 来歴
- 19歳でデビュー、1989年10月に放送を開始したKBCテレビの深夜生ワイド番組『ドォーモ』でデビュー。キャスター兼レポーターとして連日出演。1999年3月まで、メイン司会の川上鴻一郎、コメンテーターの深町健二郎らとともに、福岡の深夜の顔として人気を博した。
- 『ドォーモ』を降板後も、日中のKBCテレビの情報番組に出演。長らく芸名を村仲ともみ[1]としていたが、2004年に本名に改名。
- 福岡を代表するグルメレポーターであり、非常にグルメ通でもある。その一方で、すぐに味が顔に出てしまうことから、顔を見れば美味しいか口に合わないかが分かってしまう。
- グルメ通ぶりを生かし、グルメ本「TOMOGUI（ともぐい）」（下記参照）も出版している。本人の話では「今までに胃薬を一度も飲んでいない鉄壁の胃袋」と自称している。
- また1994年から2004年まで連続して特撮映画の現場を取材する、「ゴジラVS村仲ともみ」に出演している[1]。その中でも、2003年、2004年に放送されたものは、東宝から発売の『ゴジラ×モスラ×メカゴジラ 東京SOS』『ゴジラ FINAL WARS』のDVDで視聴が可能である。ゴジラシリーズ以外にも、ガメラシリーズやモスラシリーズ、さらにはウルトラマンといった多数の特撮映画の取材を行っていた。
- 2006年10月、FBS福岡放送にも進出した。
- 公式プロフィールには『特技は、フラフープとホッピング（片手・片足でもOK）』『趣味は、食べ歩き・旅行・占い』『現在は食人として、世界のありとあらゆる食べものを食べ尽くすことを目指している。』とある。
- モットーは「ケセラセラ」[2]。
- 夏はばんそうこうが必需品であり、バックの中に忍ばせている[3]。
- 地元デパートにて『オリジナル‘ともみ’入りチョコセット』が販売されたことがある[4]。

## 出演番組

### かつて出演していた番組
KBC
- ドォーモ（第1期のMC兼レポーター）
  - （ドォーモ内において）「ゴジラVS村仲ともみ」（1994年 - 2004年）[1]
- 水と緑の物語
- アサデス。九州・山口
- 気ままにLB
- サワダデース(映像のみ）
- ちゃりんこぐるめ※日曜朝に定期的に放送
- 前川清の笑顔まんてんタビ好キ

FBS
- めんたいワイド

RKB
- 万点の国宝！海の正倉院〜沖ノ島と三人の女神たち〜

## その他の出演

### CM
- JAバンク福岡
- アラジン（福岡県を中心とする中古車販売会社）

江頭2:50と共演
- ポプラ (コンビニエンスストア)
- 福岡日産自動車販売
- NAVITIME
- トライアルカンパニー（気ままにLBとスーパーJチャンネル （共にKBCテレビ）の番組内CM）
- とんかつ浜勝（ハーブ豚、2011年5月）

### 映画
- ゴジラvsスペースゴジラ（1994年） - 山の上ホテルの避難民 役[1]

## 本
- 『TOMOGUI 村仲皆美がプライベートで通う垂涎の94軒 (月刊外戸本臨時増刊号)』(文栄出版社) (2004年10月出版)